# Arameeërs
De Arameeërs (Aramees: ܣܘܪ̈ܝܝܐ ܐܪ̈ܡܝܐ), ook bekend als Suryoye of Syrisch-Orthodoxen, zijn een etnische groep die inheems is tot Mesopotamië en de Levant. Hun meest prominente oorsprong en hartland ligt in Tur Abdin, een regio in het zuidoosten van Turkije. Moderne Arameeërs identificeren zich als "Suryoye"  en hechten veel waarde aan hun cultuur en geloof. Na hun bekering tot het christendom namen zij deze benaming aan om zich te onderscheiden van hun heidense voorouders.
Arameeërs spreken Aramees, waarbij Turoyo de meest voorkomende variant is, Suret een andere moderne vorm, en Klassiek Syrisch ("Kthobonoyo") gebruikt wordt als liturgische taal uit het Midden-Aramees. De meeste overgebleven Arameeërs (Suryoye) in Tur Abdin en Istanbul spreken nog steeds Turoyo, dat zij "Suryoyo", "Turoyo" of "Surayt" noemen. Veel Arameeërs in het Midden-Oosten en de diaspora proberen de taal te behouden en door te geven aan hun kinderen. Het Aramees was ooit een wereldtaal en de voertaal van het Midden-Oosten.
Arameeërs zijn een overwegend christelijke natie die behoren tot verschillende denominaties binnen het Syrische (Aramees) christendom. Zij bekeerden zich als een van de eerste volken tot het christelijke geloof.
De Arameeërs voeren hun oorsprong terug naar het oude land Aram, het historische thuisland van hun volk. Dit gebied strekte zich uit over het huidige zuidoost-Turkije, Syrië en Noord-Irak. Aram wordt genoemd in vroege spijkerschriftteksten en in de Bijbel, en werd bestuurd en bewoond door de Arameeërs. Het gebied groeide niet uit tot een groot rijk, maar bestond uit verschillende kleinere staten, zoals Bit-Zamani in het noorden van Mesopotamië, in het bergachtige gebied van Tur Abdin, waar de stad Omid (het huidige Diyarbakır) lag, en Aram-Damascus, dat uiteindelijk het grootste deel van Syrië omvatte.
De Aramese Genocide (Sayfo) zorgde voor het begin van een wereldwijde Aramese diaspora. De tot op heden actieve onderdrukking en vervolging van de christelijke Arameeërs heeft ertoe geleid dat zij zich voornamelijk in Europa, Noord-Amerika en Australië hebben gevestigd.

## Geschiedenis

### Oudheid

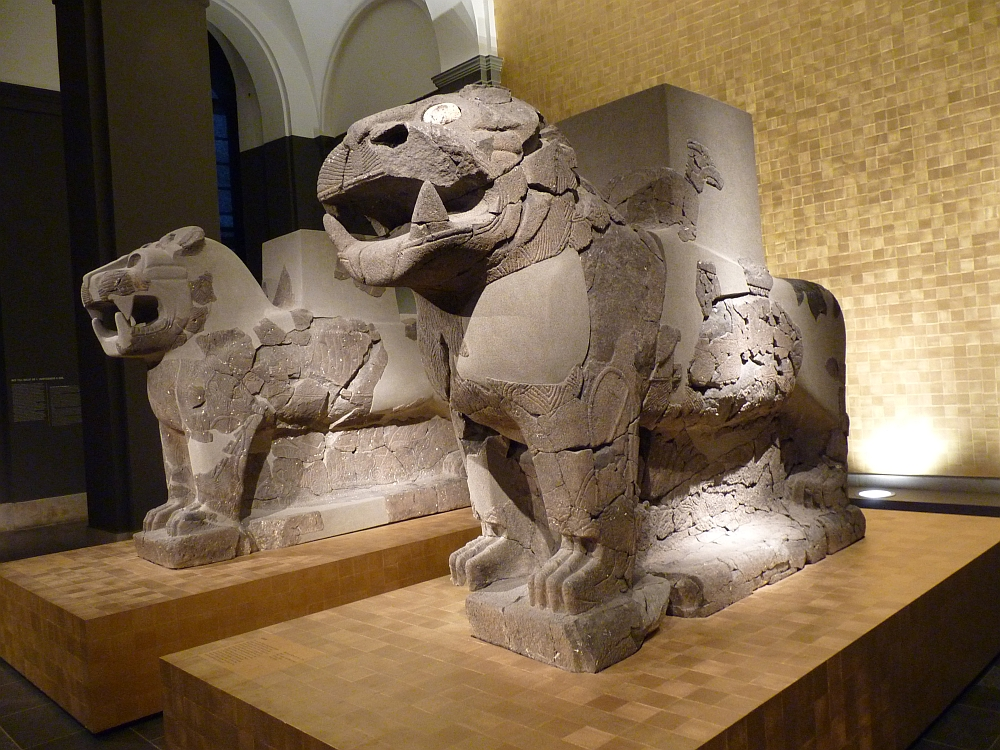
Aramese beschermleeuwen uit Tell Halaf uit de 10e eeuw v. Chr. in het Pergamonmuseum in Berlijn

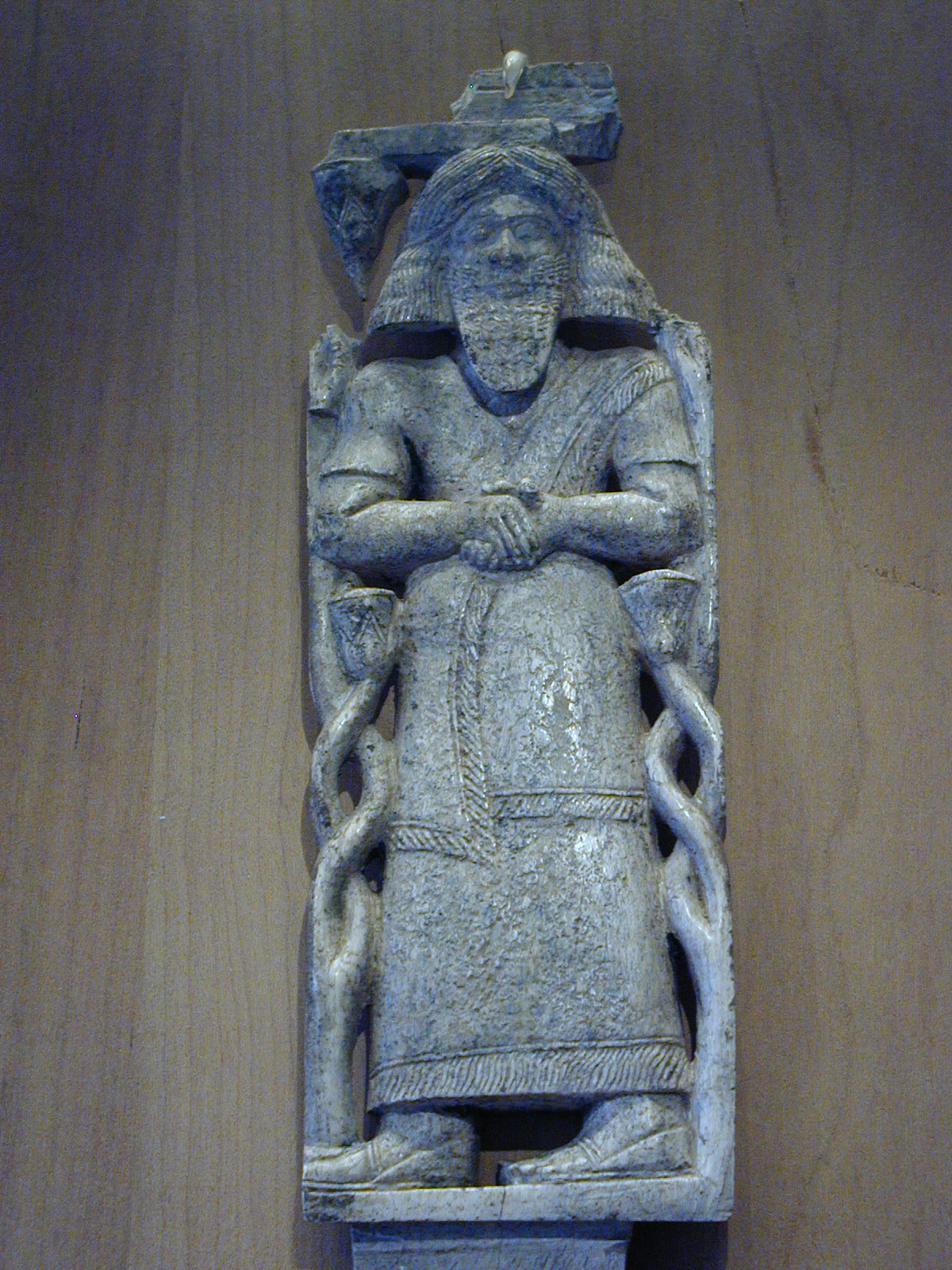
Koning Hazaël van Aram-Damascus die regeerde van 842 tot 796 v.Chr.

De Arameeërs traceren hun genealogische lijnen terug naar de gelijknamige voorvader Aram, de zoon van Sem, de zoon van Noach.
Een eerste aantekening van het Aramese volk in spijkerschrift stamt uit 2300 v.Chr. Tijdens de periode van de late bronstijd verbreiden de Arameeërs zich over het gehele Nabije Oosten. Vanaf de 1100 v.Chr. begonnen de Arameeërs met het stichten van verschillende staten in de Levant en Mesopotamië.
Het thuisland van de Arameeërs, waarin de Arameeërs verschillende koninkrijken stichtten, heet Aram. De belangrijkste Aramese koninkrijk-staten in de oudheid waren: Nasibina, Aram-Damascus, Bit-Zamani, Bit-Halupe, Bit-Bahiani, Aram Zobah, Hamath, Bit-Adini en Bit-Gabbari.
Veel namen van Aramese koninkrijken, stadsstaten, steden en dorpen bevatten de term 'Aram' om de Aramese oorsprong te benadrukken, of beginnen met 'Bit/Beth', dat 'huis/land van' betekent. Door de sterke aanwezigheid van Arameeërs tussen de rivieren Tigris en Eufraat, werd dit cultuurgebied bekend als Aram-Naharaim: 'het Aram tussen de twee rivieren'.
Met de verbreiding van Arameeërs over grote delen van het Midden-Oosten, verspreidde ook hun taal zich. In 700 v.Chr. werd het Aramees de lingua franca van het gehele Midden-Oosten. Het Aramees was ook de rijkstaal van het Babylonische en het Perzische rijk.

#### Connectie tussen Amorieten en Arameeërs
Er wordt al enige tijd onderzoek gedaan naar de mogelijke connectie tussen de Arameeërs en de Amorieten. De Amorieten bewoonden dezelfde regio. Voordat de Aramese koninkrijken werden gesticht (1215-732 v.Chr.) waren de Amorieten gevestigd in dezelfde gebieden. Er bestaat een (gedeeltelijke) geografische, historische en taalkundige continuïteit tussen de Amoritische en de Aramese stammen.
Het geografische gebied waar de oude Amorieten zich vestigden komt overeen met het gebied dat aan het einde van het tweede millennium voor Christus door de Aramese stammen werd bezet. Er wordt gesuggereerd dat na verloop van tijd de culturele Amorieten 'Arameeërs' werden genoemd en het land waar ze vandaan kwamen Aram.

### Hellenistische periode
In de Hellenistische periode, na de veroveringen van Alexander de Grote, vormden de Arameeërs als volk de meerderheid van de bevolking van het Seleucidische koninkrijk.
Arameeërs, Aramees en Aram worden zowel in het Aramees als in andere talen vaak Syriërs, Syrisch en Syrië genoemd. Het vervangen van termen Aramees, Arameeërs en Aram werd in gang gezet tijdens de vijfde eeuw na Christus toen de oude Grieken de label Syrisch begonnen te gebruiken voor de Arameeërs en hun taal. In deze periode begon het acceptatie te krijgen onder de Aramese literaire en kerkelijke elites. De praktijk van het gebruik van Syrische labels als aanduiding voor Arameeërs en hun taal was heel gebruikelijk onder de oude Grieken, en onder hun invloed werd het ook gebruikelijk onder de Romeinen en Byzantijnen.
De termen 'Syriër/Syrisch' werden tijdens de bekering naar het christendom door Arameeërs zelf aanvaard. Door de term 'Syriër/Syrisch' te aanvaren distantieerden Arameeërs zich van hun oude voorchristelijke naam en identiteit. Syriër werd geleidelijk synoniem met Christelijke Arameeër. Op deze manier onderscheidden de Arameeërs die bekeerden tot het Christendom zich van de oude (en) heidense Arameeërs en hun rituelen.

#### Osroene

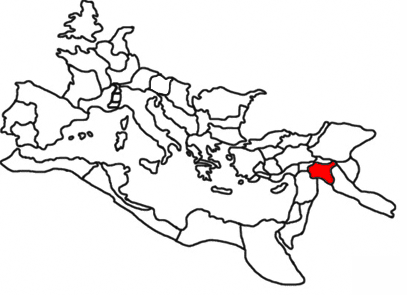
Osroene

In het Aramese koninkrijk Osroene (ook wel koninkrijk van Edessa genoemd) ontwikkelde in de 1e eeuw n.Chr. een belangrijk Aramees dialect. Het Edessaans Aramees ontstond uit een lokaal Aramees dialect dat werd gesproken in Osroene, met als middelpunt de stad Edessa.
Het Edessaans Aramees kwam later bekend te staan als het Syrisch. Osroene werd in de eerste eeuw n.Chr. bestuurd door Abgar V. Abgar V van Osroene speelde ook een belangrijke rol in de kerstening van de Arameeërs. Tijdens de vroegchristelijke periode werd het de literaire taal van de Syrisch-Orthodoxe kerk in de historische regio van het oude Aram en in het hele Nabije Oosten.
Vanaf de vijfde eeuw N.Chr. liepen Aramese christenen uiteen door theologische verschillen. De Syrisch-Orthodoxe kerk heeft verschillende schisma's en splitsingen doorgemaakt. Verschillende kerken werden gesticht. Hiermee werd het Syrisch ook de literaire taal van andere Syrische kerken binnen het Syrisch christendom.
De bekering van enkele koninkrijken van Aramese oorsprong tot het christendom, vooral Osroene, brachten de Aramese taal en cultuur een nieuw leven in. Op dat moment nam het lokale Aramese dialect van Edessa, die later bekend werd als Syrisch, een nieuw alfabet aan, Estrangelo, en gaf aanleiding tot een overvloedige literatuur. Het Syrisch werd ingevoerd als de liturgische taal van het Syrisch christendom. Syrisch wordt tot op heden wordt gebruikt in de Syrische kerken.
Het koninkrijk van Osroene is een van de laatste Aramese koninkrijken en ging in 244 n.Chr ten onder. Volgens verschillende bronnen werd Osroene de eerste christelijke staat ter wereld in het jaar 200 n.Chr. Hoewel het Nabije Oosten van de 1e tot de 7e eeuw na Christus onder de controle stond van het Romeinse Rijk en het Parthische Rijk, en vervolgens het Sassanische Perzische Rijk, was het cultureel Aramees.

#### Palmyreense rijk

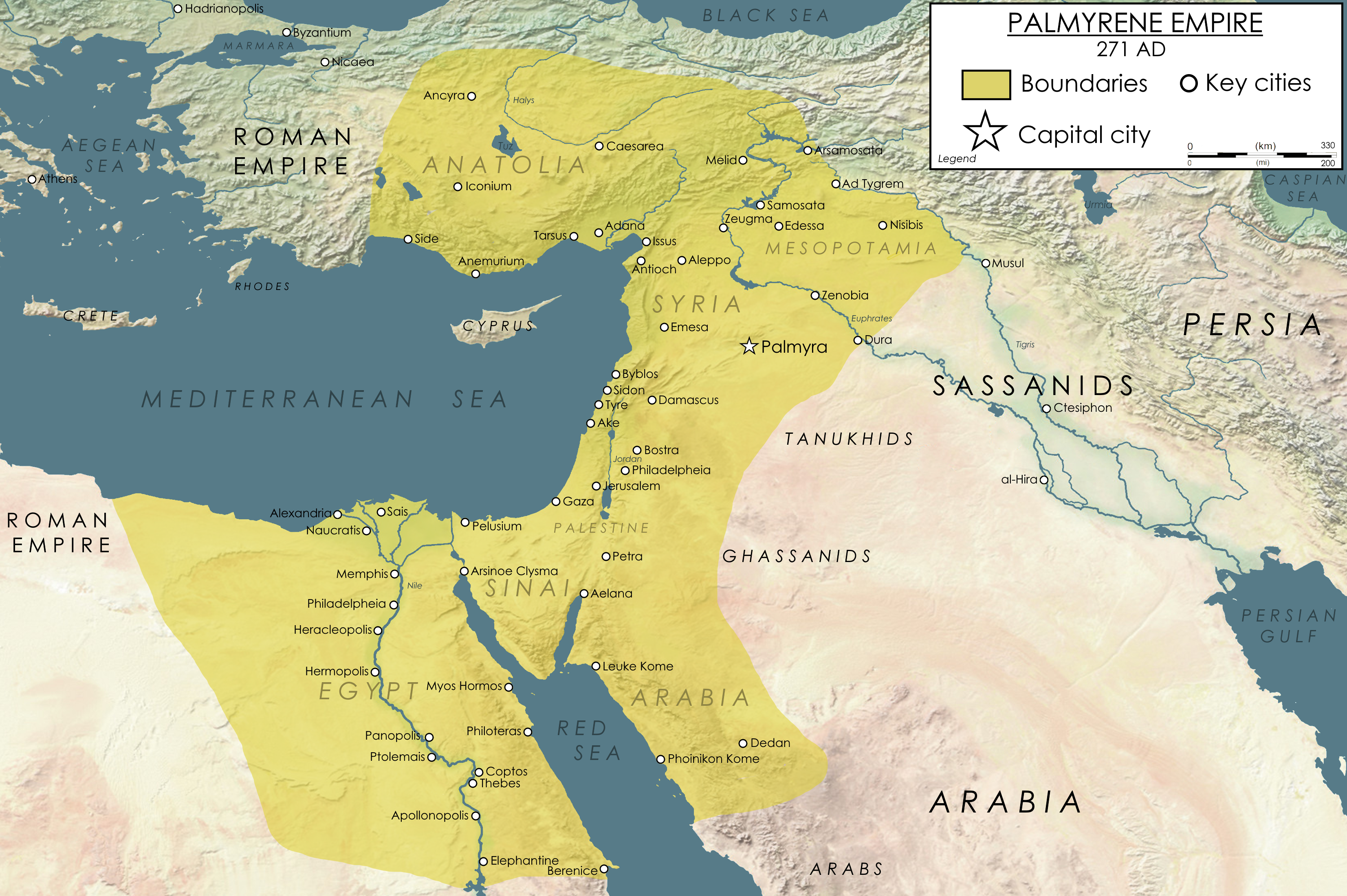
Het Palmyreense rijk in zijn grootste omvang in 271 n.Chr.

In 260 n.Chr. werd het Aramese koninkrijk Palmyra opgericht. Vernoemd naar haar hoofdstad, splitste het Palmyreense rijk zich van het Romeinse rijk in 270 n.Chr. Het Palmyreense rijk werd geregeerd door Aramese koningin Zenobia. Zenobia veroverende met haar leger in een korte tijd een groot deel van het Midden-Oosten. Het Palmyreense rijk was onafhankelijk totdat het werd verslagen door het Romeinse rijk in 272 n.Chr.
Ondanks dat het Palmyreense rijk voor een korte tijd bestond wordt het herinnerd omdat het werd geregeerd door een van de meest ambitieuze en machtige vrouwen uit de oudheid.

#### School van Nisibis, School van Edessa en School van Antiochië
In de 3e en 4e eeuw n.Chr. werden verschillende belangrijke (theologische) scholen gesticht. De meest prominente waren de school van Edessa, de school van Nisibis en de school van Antiochië. De School van Edessa was een christelijke theologische school die van groot belang was voor de Aramese wereld. Het werd al in de 2e eeuw gesticht door de koningen van de Abgar-dynastie van Osroene.
Omstreeks 350 n.Chr. werd de School van Nisibis opgericht door Jacob van Nisibis. De school bestond uit drie basisafdelingen waar theologie, filosofie en geneeskunde werden onderwezen. De school van Nisibis wordt ook weleens de eerste universiteit ter wereld genoemd. Een andere stad waar theologie werd onderwezen vanaf een vroeg stadium was Qennishrin. Deze stad was een christelijk bisdom maar werd later verheven tot de waardigheid van een autocef aartsbisdom. De stad is gelegen 25 km zuidwesten van Aleppo.

#### Gouden eeuw van Arameeërs en Aramese literatuur
De tijdperk tussen de 5e eeuw en de 9e eeuw wordt als de gouden eeuw van de Arameeërs en hun literatuur beschouwd. In de geschiedenis van de oude en moderne mensen is er geen tijdperk zoals een tijdperk waarin de Arameeërs beroemd werden vanwege hun medische, filosofische en historische prestaties in zowel de Aramese als de Griekse taal. De periode zag de grootste productie van Aramese teksten in disciplines als filosofie, logica, geneeskunde, wiskunde, astronomie, alchemie, geschiedenis, theologie, taalkunde en literatuur.
Enkele van de meest prominente auteurs zijn de dichters Narsai en Jacob van Serugh, de bijbelcommentatoren Ishodad van Merv en John van Dara, de wetenschappers Sergius van Rish Ayno, Severus Seboght en de taalkundigen Jacob van Edessa, Anton van Takrit en Isho Bar Nun.
De vijfde eeuw was ook getuige van de verdeling van de christelijke kerk in vele facties. In de loop van de tijd ontstonden er talloze theologische debatten, die leidden tot de creatie van veel geschriften over dit onderwerp. De apologeten Philoxenos van Mabbug en Babi de Grote en de theologen Dadisho, Isaac van Nineve, Timothy I, Moshe Bar Kepha en Theodore Bar Koni gingen allemaal in op de christologische controverses die uit de splitsing voortvloeiden.
Veel van deze theologische en wetenschappelijke activiteiten waren geconcentreerd in scholen en kloosters zoals de School van Edessa, de School van Nisibin en het Mor Gabriel-klooster. De laatste is nog steeds in gebruik.

### Middeleeuwen
Vanaf de 7e eeuw n.Chr. zag Mesopotamië een gestage toestroom van Arabieren, Koerden en andere Iraanse volkeren. De Aramisering van het Midden-Oosten is geëindigd met de verovering door de Arabieren en de moslims in de 7e eeuw. Veel elementen van de Aramese cultuur werden echter geïntegreerd in de Arabische cultuur van latere eeuwen, omdat de Aramese bevolking een aanzienlijk deel van de bekeerde bevolking vormde.
De Arameeërs beleefden aanvankelijk enkele perioden van religieuze en culturele vrijheid, afgewisseld met perioden van ernstige religieuze en etnische vervolging na de 7e-eeuwse moslimverovering van Perzië. Arameeërs werden in toenemende mate gemarginaliseerd, vervolgd en werden geleidelijk een minderheid in hun eigen thuisland. Arameeërs droegen met hun taal bij aan islamitische beschavingen door werken van Griekse filosofen te vertalen naar het Aramees en daarna naar het Arabisch. Ze blonken ook uit in filosofie, wetenschap en theologie en de persoonlijke artsen van de Abbasidische kaliefen waren vaak Arameeërs.
Inheemse Arameeërs werden onder islamitische heerschappij tweederangs burgers (Dhimmi). Arameeërs moesten speciale belastingen betalen voor niet-moslims (Djizya en Kharaj), en hadden niet dezelfde rechten als moslims. Het was ook niet toegestaan het Christelijke geloof verder te verspreiden. Echter werden ze tegelijkertijd wel beschermd en mochten ze eigen regels toepassen op hun leven. Geleidelijk werd de Aramese cultuur en taal verdrongen met als gevolg het Arabisch als nieuwe dominerende cultuur van het Midden-Oosten.
De Arameeërs bleven volharden in het behoud van hun taal en het christendom. Aantallen namen af tijdens het bewind van de kaliefen, de kruisvaarders, de Fatimiden, Timoer Lenk en het Ottomaanse Rijk.

#### Ottomaanse rijk
Het Ottomaanse rijk had een uitgebreid systeem om de niet-islamitische "mensen van het boek" te besturen. Ze lieten monotheïsten toe waarvan werd aangenomen dat ze een heilige traditie hadden en scheidden hen van mensen die ze volgens de islamitische traditie als heidens identificeerden. De mensen van het Boek (de Koran) zijn joden, christenen en Mandeeërs (in sommige gevallen zoroastriërs). Ze werden als minder waardevol behandeld maar getolereerd. Gedurende tijd werden ze afhankelijk van de periode, zwaar onderdrukt om hun Christelijke geloof.
In het Ottomaanse rijk was deze religieuze status systematisch geworden als het bestuursmodel van de "natie". Elke religieuze minderheid legde via haar belangrijkste religieuze vertegenwoordiger verantwoording af aan de regering. De christenen weden verdeeld in vele etnische groepen en sekten georganiseerd in een hiërarchie van bisschoppen, meestal geleid door een patriarch.
De Arameeërs vielen allereerst voor een gedurede tijd onder de Armeense millet maar in de 19e eeuw kreeg iedere Aramese kerkstroming langzaam een eigen millet. Binnen het Ottomaanse rijk waren er vier millets die van Aramese oorsprong waren: Syrisch Orthodoxe millet (ook wel de oude Syriërs millet genoemd), Syrisch-Katholieke millet, Chaldeeuws-Katholieke millet en een Nestoriaanse millet. Iedere millet werd geleidt door een eigen patriarch.

### Moderne tijd
De Arameeërs hebben in de geschiedenis als volk met zijn kennis, taal en handel veel bijgedragen aan de wereldbeschaving, maar is gedurende de geschiedenis zwaar onderdrukt en vervolgd geweest en wordt tot op heden nog steeds onderdrukt. Tijdens de Bloedbaden van Diyarbakir in 1893 - 1896 kwamen geschat 25.000 Arameeërs om het leven.

#### Aramese genocide
In 1915-1920 werden honderdduizenden Arameeërs die in het noorden van Mesopotamië (het huidige zuidoosten van Turkije en noordwesten van Iran) leefden, in de periode gedeporteerd, uitgehongerd en systematisch vermoord door Ottomaanse soldaten en Koerdische paramilitairen. Tijdens de Aramese genocide kwamen geschat 300.000 Arameeërs om het leven.
De Aramese genocide verwijst naar de massale slachting en deportatie van Aramese christenen in het zuidoosten van Anatolië en de provincie Azerbeidzjan van Perzië door Ottomaanse troepen en Koerdische stammen tijdens de Eerste Wereldoorlog. De massamoord op Arameeërs begon op 15 juni 1915 in Diyarbakir. Volgens verscheidene bronnen en ooggetuigen werden honderdduizenden Arameeërs die leefden in noord Mesopotamië met geweld gedeporteerd, uitgehongerd en vermoord. Naar schatting zijn er tussen de 275.000 en 300.000 Arameeërs afgeslacht door Ottomaanse troepen en hun Koerdische bondgenoten. In veel steden werden alle Aramese mannen gedood en moesten de vrouwen vluchten. Deze slachtingen werden vaak uitgevoerd op initiatief van lokale politici en Koerdische stammen. Blootstelling, ziekte en hongersnood tijdens de vlucht van Arameeërs verhoogden het dodental, en in sommige gebieden werden vrouwen wijdverbreid onderworpen aan seksueel misbruik. Arameeërs die verder naar het zuiden woonden, in het huidige Syrië en Irak, waren niet het doelwit van genocide. De genocide leidde tot een grootschalige migratie van in Turkije wonende Arameeërs naar buurlanden als Syrië, Iran en Irak, evenals naar andere buurlanden in en rond het Midden-Oosten, zoals Palestina/Israel, Libanon en Armenië.
Arameeërs verwijzen naar de Aramese genocide met het woord ܣܝܦܐ Sayfo en spreken hier ook van het jaar van het zwaard. De Aramese genocide vond gelijktijdig plaats met en was nauw verwant aan de Armeense genocide, hoewel de Aramese genocide als minder systematisch wordt beschouwd. Lokale actoren speelden een grotere rol dan de Ottomaanse regering, maar deze gaf ook opdracht tot aanvallen op bepaalde Arameeërs.
Na de Aramese genocide in 1915 reisde Ignatius Aphrem I Barsoum door het Aramese thuisland om de overlevenden van de genocide op te zoeken. Patriarch Aphrem I Barsoum reide ook door Europa naar steden als Lausanne, Geneva en Parijs om de Arameeërs internationaal vertegenwoordigen. Aphrem Barsoum werkte aan de wederopbouw van het Aramese volk en Syrisch-Orthodoxe kerk en heeft verschillende werkzaamheden verricht om dit waar te maken.
In 1933 werd de zetel van de Syrisch-Orthodoxe kerk verplaatst van Mardin naar Homs in Syrië door de slechte politieke situatie in Turkije. Vanaf 1959 bevindt de zetel zich in Bab Tuma, Damascus de hoofdstad van Syrië. Verschillende onderdrukkingen en vervolgingen zoals de Bloedbaden van Diyarbakir, bloedbaden van 1843 en 1846 in Hakkari, de Aramese genocide, de Bloedbaden van Simele, de Syrische burgeroorlog, de Irakoorlog en de opkomst van IS in 2014 hebben geresulteerd dat de Arameeërs zich voornamelijk hebben gevestigd in de westerse wereld.

#### 21e eeuw
In Israël zijn Arameeërs erkend als etniciteit die losstaat van Arabieren. Onder leiding van het Ministerie van Binnenlandse Zaken kunnen mensen die geboren zijn als christelijke Arameeërs zich sinds september 2014 registreren als Arameeërs. Het is ook toegestaan om onderwijs te geven in het Aramees. De Aramese etniciteit wordt na registratie weergeven op de identiteitskaarten van de christelijke Aramese burgers. Voorheen werden de Aramese burgers als Arabieren geregistreerd.
In de Aramese stad Midyat in Turkije hebben archeologen in 2022 de grootste ondergrondste stad ter wereld gevonden. De stad is gebouwd door Christelijke Arameeërs die de stad bewoonden. Christelijke Arameeërs werden in de 2e en 3e eeuw vervolgd door de Romeinen en werden gedwongen Romeinse goden aanbidden. In de 2e eeuw n.Chr. was het Christendom nog geen officiële godsdienst. Er zijn 49 onderaardse kamers opgegraven die werden uitgehakt in de poreuze tufsteen. Er zouden in totaal 60.000 tot 70.000 mensen onder de aarde hebben geleefd.
In 2023 werd een nieuwe Syrisch-Orthodoxe kerk geopend in Istanbul. Dit is de eerste nieuwe kerk in de geschiedenis van de republiek Turkije. Met de aanwezigheid van de president van Turkije Recep Tayyip Erdoğan is de kerk in oktober 2023 officieel geopend. De kerk is opgedragen opgedragen aan Sint Efrem de Syriër. De architectuur is geïnspireerd op Syrisch-Orthodoxe kerken en kloosters in de Tur Abdin regio in de provincie Mardin.

## Demografie
Over de eeuwen heen heeft het Aramese volk te maken gehad met continuerende onderdrukkingen en geloofsvervolgingen in hun bakermat. Als gevolg leeft het overgrote deel van de Arameeërs hedendaags buiten de grenzen van hun oorspronkelijke bakermat en wordt er gesproken van een Aramese diaspora.

### Thuisland
Het inheemse thuisland van de Arameeërs stond bekend als Aram. Dit gebied strekte zich uit over het huidige zuidoost-Turkije, Syrië en Noord-Irak. Het Aramese thuisland bevat de steden Urhoy (Urfa), Omid (Diyarbakir), Mardin, Midyat, Azech (Idil), Gzirto (Cizre), Damascus, Aleppo, Hama, Homs, Harran, Al-Hasakah, Qamishli, Sadad, Alqosh, Mosoel etc.

### Turkije

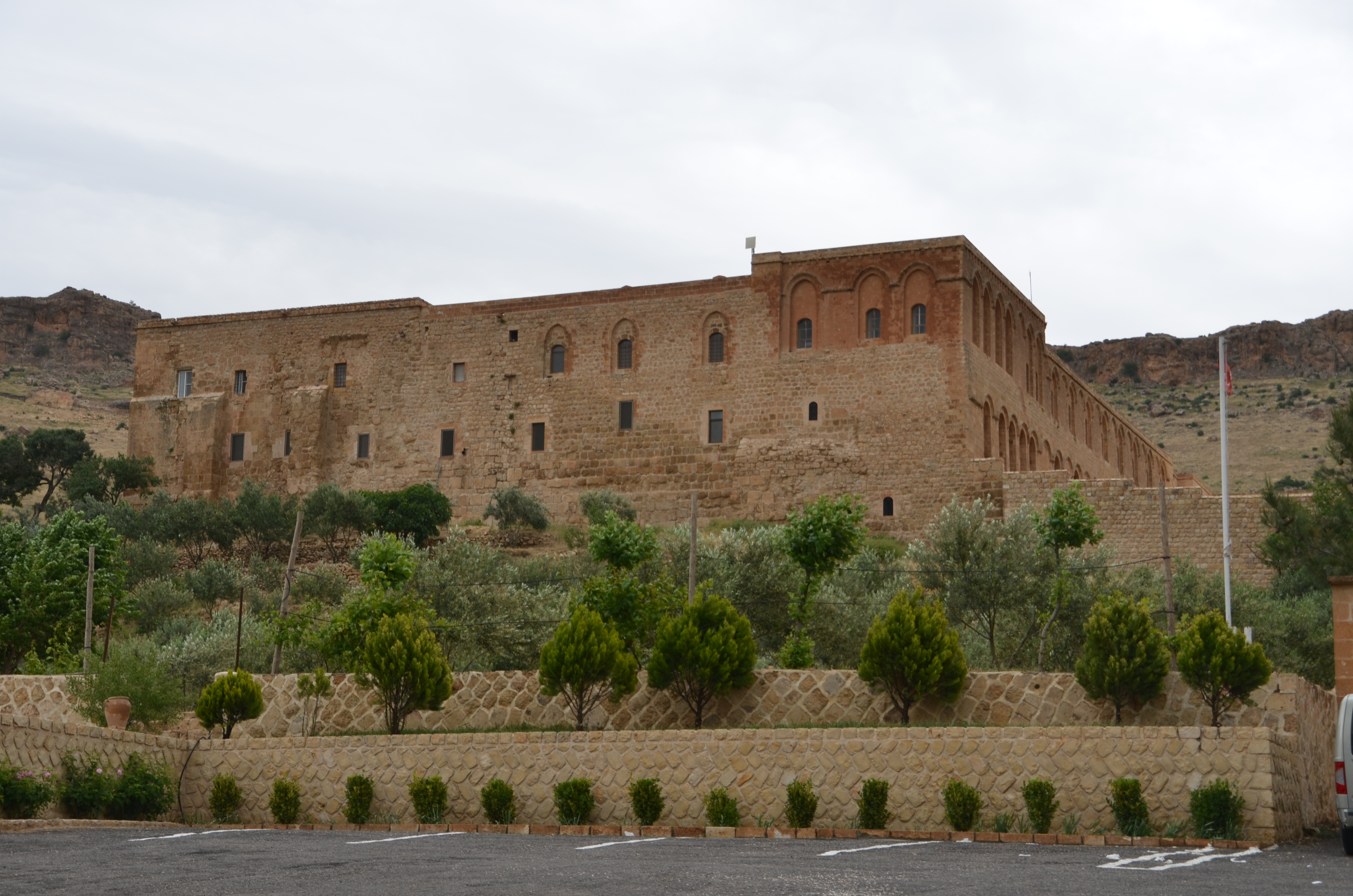
Mor Hananyo klooster (493 n.Chr.) zetelde het patriarchaat van de Syrisch-Orthodoxe Kerk vanaf 1160 tot 1932 n.Chr.

Het aantal Arameeërs in Turkije wordt geschat op ongeveer 25.000. Vanwege migraties en onderdrukkingen hebben de meeste Arameeërs in Turkije zich gevestigd in Istanbul. In het inheemse woongebied Tur Abdin wonen niet meer dan 2000 tot 3000 Arameeërs. Tur Abdin is een heuvelachtige regio in Zuidoost-Turkije. Het gebied ligt tussen; in het westen Mardin, het oosten Cizre, het noorden Hasankeyf en het Zuiden Nusaybin. De naam Tur Abdin vertaalt zich als berg van de dienaren [van God]. Het gebied kent een geschiedenis die dateert van eeuwen voor Christus. De Arameeërs maken een belangrijk deel uit van de geschiedenis van deze regio. In de Byzantijnse periode en de eerste eeuwen van de islam was Tur Abdin geheel en al bewoond door christelijke Arameeërs. Tot de Aramese genocide waren de Arameeërs de meerderheid in dit gebied. In Adana is er een rapport uit 1137 die spreekt over de gehele bevolking bestaande uit Arameeërs.
De Syrisch-Orthodoxe kerk was gecentreerd in de kloosters van Mor Hananyo en Mor Gabriel. Buiten de regio Tur Abdin waren Arameeërs woonachtig in steden en dorpen in en rond Diyarbakir, Sanliurfa, Adiyaman, Harput, Adana, Antakya en Viransehir. Nestoriaanse Arameeërs waren gevestigd in Hakkari.
De Britse reizigster Gertrude Bell bezocht de regio in 1909. The Thousand and One Churches is de titel van haar reisverslag, door de velen honderden jaren oude kerken en kloosters die er in de regio Tur Abdin zijn.
De Aramese populatie in Turkije nam fors af na de Aramese genocide, overlevenden vluchtten naar buurlanden. Ongeveer 70% van de Arameeërs die in het huidige Turkije leefden werden systematisch uitgemoord. Na de oprichting van de Koerdische PKK in 1974, werd de Aramese bevolking slachtoffer van het conflict tussen de Turkse overheid en de Koerdische bevolking in de regio. Als gevolg zochten de Arameeërs toenadering in het westen als politieke vluchtelingen.
Sinds begin van de 21e eeuw hebben Arameeërs in Turkije te maken met de confiscatie van landgoederen en bezittingen. Zo werden alleen al in 2017 meer dan 100 kerken, kloosters, begraafplaatsen, landerijen en overige onroerende bezittingen geconfisqueerd door de Turkse staat.

### Syrië
Arameeërs hebben een geschiedenis van meer dan 3000 jaar die vastgelegd is in Syrië. Voor de Aramese genocide waren Arameeërs vooral gevestigd in steden en dorpen zoals Homs, Sadad, Hama, Aleppo, Damascus, Ras Al-Ayn
Tijdens de Aramese Genocide ontstond er een toestroom van Aramese vluchtelingen naar het destijds Frans Mandaat Syrië. Daarop werden verschillende dorpen en steden. De stad Qamishli werd opgebouwd door Aramese vluchtelingen die vooral afkomstig waren uit de regio Tur Abdin. Qamishli is inmiddels uitgegroeid tot een van de grootste steden van Syrië. De zetel van de Syrisch-Orthodoxe patriarch werd in 1933 allereerst verplaatst van Mardin naar Homs en daaropvolgend naar Damascus, ooit de hoofdstad van een belangrijk Aramees koninkrijk.
Na plaatselijke incidenten verzochten religieuze en politieke leiders in 1936 de Franse autoriteiten om de provincie met zijn gemengde bevolking een autonome status te geven. Het plan werd niet gerealiseerd door de Ba'athistische ideologie die er in Damascus heerste. Zij waren voorstanders van één verenigd Syrië, waarin iedere inwoner bestempeld werd als Arabier ongeacht geloof.
In september 2023 werd het Aramese dorp Maaloula aangevallen door Jihadisten. Veel Arameeërs zijn Maaloula ontvlucht. Na verschillende tegenaanvallen van het Syrische leger werd het dorp uiteindelijk terug veroverd door de Syrische overheid.
Voor de uitbraak van de Syrische Burgeroorlog leefden 1,5 miljoen Arameeërs in Syrië. Voornamelijk in de regio Al-Hasakeh. De Syrische burgeroorlog, sinds 2013, heeft tot gevolg dat Aramese christenen het doelwit zijn van salafistische en wahabistische terreur. Er zijn gedurende tijd verschillende milities opgericht met als doel de Aramese bevolking in Syrië te beschermen. Sootoro is een van de meest bekende.

### Irak

Een viering in een Syrisch-orthodox klooster in Mosul, begin 20e eeuw

Voor de Irakoorlog bestond de populatie uit 2 miljoen Arameeërs. Arameeërs zijn inheems tot het noorden van Irak waar de grootste aantallen gevestigd zijn. Arameeërs van verschillende denominaties wonen in en rond de vlakte van Nineveh. In het noorden van Irak zijn ook relatief veel Armeniërs, Koerden, Alevieten en Jezidi's woonachtig. In Mosul woonde het grootste aantal Arameeërs. Toen eind 2013 IS in Mosoel aan de macht kwam zijn circa 160.000 Arameeërs de stad ontvlucht. Er is enige tijd zonder succes gelobbyd over een autonome regio in Irak voor de christelijke Arameeërs.
In Irak is ook een aanzienlijk aantal Mandeeërs gevestigd. Een minderheid van hen spreekt nog het Mandees, een variant van het Aramees. Mandeeërs zijn een etnoreligieuze groep die volgelingen zijn van het mandaeïsme. Mandeeërs hebben Aramese wortels.

### Diaspora
Het begin van de grote Aramese diaspora ontstond als gevolg op de Aramese genocide 1915, waarin het christelijke volk zijn toevlucht zocht in Amerika, Brazilië en Argentinië. De eerste Syrisch-Orthodoxe kerk in de westerse wereld is gesticht in de Verenigde Staten. De eerste generaties Arameeërs die zich hadden gevestigd in Noord en Zuid-Amerika zijn veelal geassimileerd binnen de nieuwe cultuur waarin zij zich bevinden.
In de jaren 60 en 70 van de 20e eeuw kwamen op basis van het Associatieovereenkomst tussen de Europese Unie en Turkije duizenden Aramese mannen vanuit Turkije naar West-Europa. In eerste instantie op uitnodiging van bedrijven uit Europa, later ook op eigen initiatief.
De opkomst van het Turkse- en pan-Arabische nationalisme speelde een grote rol in het drastisch afnemen van de Aramese populatie. In Turkije kregen Arameeërs verplicht een Turkse achternaam en werden eeuwenoude Aramees-talige namen van steden en dorpen veranderd naar Turkse namen.
Grote Aramese diaspora-gemeenschappen zijn te vinden in Duitsland, Zweden, de Verenigde Staten en Australië. De grootste Aramese gemeenschappen in Europa zijn te vinden in Södertälje, Gütersloh, Gießen, en Twente.

## Aramese taal
Het Aramees is een Noordwest-Semitische taal die zijn oorsprong vindt in het oude Aram en zich ontwikkelde onder de Arameeërs. Aramees behoort tot de Semitische talen en was sinds 700 v.Chr. tot de 3e eeuw n.Chr. de voertaal in het Midden-Oosten. Aramees was ook de taal van Jezus Christus en de apostelen. Door de expansie van de Arameeërs over grote delen van het Midden-Oosten verspreidde ook hun taal zich en werd het ingevoerd als de officiële taal van wereldrijken zoals het Assyrische, Babylonische en het Perzische Rijk. De taal werd gebruikt als diplomaten- en handelstaal. Vijf eeuwen voor de christelijke jaartelling werd het Aramees ook wel Rijks-Aramees genoemd. Ook in het Babylonische rijk werd dit Rijks-Aramees gebruikt, maar zijn hoogtepunt bereikte het tijdens zesde eeuw voor Christus tot 330 na Christus. Lang nadien deed het nog zijn invloed gelden.
Om enkele voorbeelden te noemen: In Afghanistan is een tweetalige tekst gevonden Grieks/Aramees, die de bekering van de Indische koning Aśoka tot het boeddhisme (± 250 v.Chr.) beschrijft. Ook deze tekst is een bewijs van de invloed van het Aramees, een invloed die zelfs buiten de grenzen van het voormalige Perzische rijk reikte. Palmyra (in het Aramees Tadmoer), ten oosten van Damascus in de Syrische Woestijn gelegen, was in de eerste twee eeuwen na Christus de hoofdstad van een bloeiende Aramese handelsstaat, die het Aramees als verkeerstaal hanteerde. De inscripties lopen door tot 272 na Christus.

Verspreiding van de Aramese taal

Het Aramees kent verschillende dialecten. De taal die zich circa 1000 v. Chr ontwikkelde rondom de voorchristelijke Arameeërs wordt in de huidige tijd nog gesproken in het Nabije Oosten en de Aramese diaspora, hoofdzakelijk door Aramese christenen en in mindere mate Mizrahi Joden en Aramese moslims.
De hedendaagse gesproken Aramese varianten worden in de wetenschap en academische wereld geclassificeerd en aangeduid met de vaktermen Neo-Aramees (ofwel Moderne Aramees). De varianten worden verdeeld in in 3 specifieke geografische groepen.
- Westers Neo-Aramees (ܣܪܝܘܢ, Siryon) dat oorspronkelijk gesproken wordt in de Aramese stadjes Maaloula, Jubb'adin en Bakh'a ten noordoosten van de Syrische hoofdstad Damascus.[71][72][60][73]
- Centraal Neo-Aramees (ܛܘܪܝܐ, Turoyo) dat oorspronkelijk gesproken wordt in de Tur Abdin regio in Zuidoost-Turkije. Mlaḥsô, een andere Centraal Neo-Aramese variant werd gesproken in de buurt van Diyarbakir is onlangs uitgestorven.[74][75][76][77]
- Noordoost Neo-Aramees (Overkoepelende term: ܣܘܪܝܬ, Sureth), In tegenstelling tot de twee andere groepen bestaat Noordoost Neo-Aramees uit veel varianten die gesproken worden door Arameeërs en Joden. De varianten kunnen sterk van elkaar verschillen. De wederzijdse verstaanbaarheid met andere sprekers verschilt per streek en vaak van dorp tot dorp. Noordoost Neo-Aramees werd gesproken in (oost) Mesopotamië, vanaf de Tigris naar Oosten, Hakkari in het zuidoosten van Turkije, een groot gebied dat zich uitstrekt van de vlakte van Urmia in het noordwesten van Iran tot de vlakte van Nineveh, Erbil, Kirkuk en Duhok-regio's in Noord-Irak. Er waren ook sprekers in steden richting het zuiden van Irak.[75][78]

Vanwege onderdrukkingen en migraties werden Aramese varianten ook buiten hun taalkundige thuisregio's gesproken. Turoyo werd na de Aramese genocide ook dominant in Qamishli. Qamishli werd opgebouwd door overlevenden van de Aramese genocide waarvan de meerderheid afkomstig was uit Tur Abdin. In Qamishli overleed in 1998 tevens Ibrahim Ḥanna, de laatste vloeiende spreker van Mlaḥsô.
Nestoriaanse Arameeërs migreerden eerst tijdens de Aramese genocide in 1915 vanuit Hakkari naar Irak. Een aanzienlijk aantal vluchtte voor de tweede keer als gevolg van de Bloedbaden van Simele en stichtte dorpen langs de Khabur rivier in Syrië. Als gevolg hiervan werd hun taal, het Noordoost Neo-Aramees de dominante taal in dit gebied.

## Organisaties in Nederland
In de jaren 1970 kwamen er veel Aramese vluchtelingen naar Nederland. Zij hadden hulp nodig bij de asielprocedures, en wilden ondersteuning bij de integratie in de Nederlandse samenleving met behoud van de eigen identiteit, taal en cultuur.
Daartoe werden Aramese verenigingen opgericht; de eerste te Enschede in 1981. Vervolgens werden er ook Aramese verenigingen opgericht in Rijssen, Oldenzaal en Hengelo. Deze vier verenigingen worden op landelijk niveau vertegenwoordigd door de Suryoye Aramese Federatie Nederland. Deze organisatie is aangesloten bij de internationale koepel World Council of Arameans (Syriacs).
In 1977 is de eerste Syrisch-Orthodoxe kerk in Europa gesticht in Hengelo. Tevens is onder leiding van Bisschop Julius Yeshu Cicek het eerste Syrisch-Orthodoxe klooster van Europa gesticht in 1981 in het dorp Glane in de gemeente Losser.
In Nederland is een van de doelen van de Aramese organisaties om de genocide in het Ottomaanse Rijk op de Arameeërs als zodanig te erkennen. In 2015 verscheen een documentaire over deze genocide op televisie genaamd De vergeten genocide op de Arameeërs. Ook zijn er boeken gepubliceerd over deze volkerenmoord, zoals ‘De genocide op Arameeërs in het kort’.

## Religie
Arameeërs zijn bijna uitsluitend Christelijk. De Arameeërs behoren tot de eerste volkeren die het christendom aannamen. Osroene was volgens verschillende bronnen de eerste christelijke staat ter wereld in het jaar 200 na Christus.
De Syrisch-Orthodoxe kerk is de moederkerk van de Arameeërs en is gesticht door Apostol Petrus in het jaar 37 n.Chr.
Een meerderheid van de Aramese bevolking in Europa en Nederland is lid van de Syrisch-Orthodoxe Kerk van Antiochië (SOK). Hoewel de Syrisch-Orthodoxe kerk nog steeds de grootste Syrische kerk is heeft de kerk verschillende schisma's en splitsingen doorgemaakt.
De eerste Arameeërs die hun moederkerk verlieten aanvaardden het Concilie van Chalcedon en sloten zich in het jaar 410 aan bij de Grieks-orthodox patriarchaat van Antiochië (Rum) omdat zij werden onderdrukt en vervolgd door de Bijzantijnen. De Aramese Christenen die het Concilie van Chalcedon aanvaardden (451) worden in het Aramees ''Malkoye'' genoemd. Het woord Malkoye (Melkitisch) vind zijn oorsprong in het Aramese woord voor koning ''Malko''. De wil van de Bijzantijnse keizer werd geaccepteerd, hierdoor kregen zij de benaming ''Melkitisch'' (zij die de wil van de Bijzantijnse koning accepteerden).
De eerste grote schisma binnen het Syrisch christendom vond plaats in 431 toen Nestorius met een nieuwe leer kwam. ‘Nestorianisme’ verwijst naar de leer dat er twee verschillende hypostasen zijn in de vleesgeworden Christus: de ene goddelijke en de andere menselijke. Nestorius werd veroordeeld wegens ketterij. Het Eerste Concilie van Efeze in 431 en het Concilie van Chalcedon in 451 veroordeelden Nestorius en zijn leer, die het radicale onderscheid tussen de menselijke en goddelijke aard van Christus benadrukten. In 431 splitste de Syrische kerk zich in een oosterse en westerse kerk. De Westerse kerk (Syrisch-Orthodoxe kerk) bleef trouw aan het geloof van Antiochië. De Oost-Syrische kerk werd gesticht in 431 en volgde de leer van Nestorius.
De leer van alle kerken waaronder de Syrisch-Orthodoxe kerk die het Concilie van Efeze aanvaarden is dat er in de vleesgeworden Christus één enkele hypostase is: God en mens tegelijk. Deze doctrine staat bekend als de hypostatische unie.
Een groot deel Arameeërs bekeerden zich onder invloed van Europese grootmachten en missionarissen naar het katholicisme. Een minderheid bekeerde zich onder invloed van Britse en Amerikaanse missionarissen naar het Protestantisme.
Het Aramese volk is overwegend christelijk. De Aramese christenen in het Midden-Oosten behoren tot een van de volgende kerken:
West Syrische ritus:
- de Syrisch-Orthodoxe Kerk van Antiochië (Moederkerk) (Oriëntaals Orthodox)[86]
- de Syrisch-Katholieke Kerk (Katholiek) (Verbonden met Kerk van Rome)
- de Syrisch-Maronitische Kerk (Katholiek) (Verbonden met Kerk van Rome)

Oost Syrische ritus:
- de Assyrische Kerk van het Oosten (Nestoriaans)
- de Oude Kerk van het Oosten (Nestoriaans)
- de Chaldeeuws-Katholieke Kerk (Katholiek) (Verbonden met Kerk van Rome)

Byzantijnse ritus:
- Grieks-orthodox patriarchaat van Antiochië (Oosters-Orthodox) (Rum)
- Melkitische Grieks-Katholieke kerk (Katholiek) (Verbonden met Kerk van Rome) (Rum)